# Callback
Trong lập trình máy tính, callback là một đoạn code chạy được (thường là một hàm A) được sử dụng như tham số truyền vào của hàm B nào đó. Hàm A được gọi ngay lập tức hoặc trễ một chút sau khi hàm B được gọi. Các ngôn ngữ lập trình khác nhau hỗ trợ callback theo các cách khác nhau, thường được triển khai dưới dạng chương trình con, hàm nặc danh, chuỗi lệnh hoặc con trỏ hàm.

## Thiết kế
Có hai loại callback: đồng bộ (blocking callback) và không đồng bộ (asynchronous callback). Trong khi callback đồng bộ được gọi trước khi hàm trả về (trong ví dụ ngôn ngữ lập trình C bên dưới, hàm callback đồng bộ ở đây là hàm main), callback không đồng bộ có thể được gọi sau khi hàm trả về. Callback không đồng bộ thường được dùng trong các thao tác vào / ra hoặc trong việc xử lý sự kiện (event), và được gọi bằng lệnh ngắt hoặc từ các tiểu trình (thread). Callback đồng bộ thường không được sử dụng cho việc đồng bộ dữ liệu giữ liệu giữa các thread.
Callback được dùng nhiều trong các chương trình có sử dụng giao diện cửa sổ. Trong trường hợp này, chương trình X cung cấp (1 tham chiếu tới) hàm callback Y của nó cho hệ điều hành và để cho hệ điều hành gọi hàm Y này, từ đó  chương trình X có thể bắt và xử lý sự kiện click chuột hoặc ấn phím....(do hệ điều hành tạo ra)  bằng hàm Y. Vấn đề được quan tâm ở đây là quyền hạn thực hiện và tính bảo mật. Vì hàm Y của chương trình X được gọi bởi hệ điều hành, Y không nên có cùng quyền hạn với các hàm khác của hệ thống.

## Cài đặt
Cách tạo và gọi callback rất khác nhau giữa các ngôn ngữ lập trình:
- Assembly, C, C++, Pascal, Modula2 và các ngôn ngữ tương tự, một con trỏ hàm có thể được dùng như là tham số cho 1 hàm khác. Điều này được hỗ trợ bởi phần lớn trình biên dịch và cho phép dùng đồng thời nhiều ngôn ngữ khác nhau mà không cần đến thư viện hoặc lớp. Ví dụ như Windows API có thể được gọi trực tiếp từ nhiều ngôn ngữ lập trình và trình biên dịch khác nhau.
- Nhiều ngôn ngữ thông dịch, như là Javascript, Lua, Python, Perl và PHP, cho phép sử dụng  đối tượng định nghĩa hàm làm tham số.
- Trong lập trình hướng đối tượng, với ngôn ngữ mà không cho phép dùng hàm làm tham số của hàm khác như trong Java phiên bản < 8, việc sử dụng callback được tạo ra bằng cách dùng đối tượng của lớp dạng abstract hoặc interface làm tham số. Cách dùng callback này được ứng dụng để cài đặt một số design pattern như: Visitor, Observer và Strategy.

## Ví dụ sử dụng

### Javascript
```
function
 
myFunction
()
 
{

    
document
.
getElementById
(
"demo"
).
innerHTML
 
=
 
"Hello World"
;

}

document
.
getElementById
(
"myBtn"
).
addEventListener
(
"click"
,
 
myFunction
);

// Hệ điều hành sẽ gọi hàm callback “myFunction” khi sự kiện click chuột trên element có ID là “myBtn” xảy ra

```

### C/C++

#### Ví dụ 3:
```
#include
 
<stdio.h>

#include
 
<stdlib.h>

void
 
PrintTwoNumbers
(
int
 
(
*
numberSource
)(
void
))
 
{

    
printf
(
"%d and %d
\n
"
,
 
numberSource
(),
 
numberSource
());

}

/* Hàm callback */

int
 
overNineThousand
(
void
)
 
{

    
return
 
(
rand
()
 
%
 
1000
)
 
+
 
9001
;

}

/* Hàm callback. */

int
 
meaningOfLife
(
void
)
 
{

    
return
 
42
;

}

int
 
main
(
void
)
 
{

    
PrintTwoNumbers
(
&
rand
);

// Kết quả có thể là “125185 and 8914334”.

// Hàm rand() được dùng làm tham số, điều này tương đương với

// “printf("%d and %d\n", rand(), rand());” trong hàm PrintTwoNumbers

    
PrintTwoNumbers
(
&
overNineThousand
);

// Kết quả có thể là “9084 and 9441”.

// Hàm overNineThousand được dùng làm tham số, điều này tương đương với

// “printf("%d and %d\n", overNineThousand (), overNineThousand ());” trong hàm PrintTwoNumbers

    
PrintTwoNumbers
(
&
meaningOfLife
);

// Kết quả là “42 and 42”.

// Hàm meaningOfLife được dùng làm tham số, điều này tương đương với

// “printf("%d and %d\n", meaningOfLife (), meaningOfLife ());” trong hàm PrintTwoNumbers

    
return
 
0
;

}

```

#### Ví dụ 4:
```
/*

 * This is a simple C program to demonstrate the usage of callbacks

 * The callback function is in the same file as the calling code.

 * The callback function can later be put into external library like

 * e.g. a shared object to increase flexibility.

 *

 */

#include
 
<stdio.h>

#include
 
<string.h>

typedef
 
struct
 
_MyMsg
 
{

        
int
 
appId
;

        
char
 
msgbody
[
32
];

}
 
MyMsg
;

void
 
myfunc
(
MyMsg
 
*
msg
)

{

        
if
 
(
strlen
(
msg
->
msgbody
)
 
>
 
0
)

                
printf
(
"App Id = %d 
\n
Msg = %s 
\n
"
,
msg
->
appId
,
 
msg
->
msgbody
);

        
else

                
printf
(
"App Id = %d 
\n
Msg = No Msg
\n
"
,
msg
->
appId
);

}

/*

 * Prototype declaration

 */

void
 
(
*
callback
)(
MyMsg
 
*
);

int
 
main
(
void
)

{

        
MyMsg
 
msg1
;

        
msg1
.
appId
 
=
 
100
;

        
strcpy
(
msg1
.
msgbody
,
 
"This is a test
\n
"
);

        

        
/*

         * Assign the address of the function "myfunc" to the function

         * pointer "callback" (may be also written as "callback = &myfunc;")

         */

        
callback
 
=
 
myfunc
;

        
/*

         * Call the function (may be also written as "(*callback)(&msg1);")

         */

        
callback
(
&
msg1
);

        

        
return
 
0
;

}

/* Output is: 

App Id = 100

Msg = This is a test

*/

```